# Petersburg, Alaska
Petersburg är huvudort i Petersburg Borough i delstaten Alaska, USA.